# Hardemo landskommun
Hardemo landskommun var en tidigare  kommun i Örebro län.

## Administrativ historik
Landskommunen inrättades i Hardemo socken i Hardemo härad i Närke när 1862 års kommunalförordningar trädde i kraft 1863.
Den upphörde vid kommunreformen 1952, då den gick upp i Kumla landskommun. Sedan 1971 tillhör området Kumla kommun.

## Politik

### Mandatfördelning i Hardemo landskommun 1938-1946
| 7 | 8 | 3 | 2 |

| 19 |

| 7 | 8 | 4 | 1 |

| 20 |

| 1 | 6 | 8 | 4 | 1 |

| 19 |